# Frout (Trieux)
 (septembre 2014).
Le Frout est un cours d'eau français, en région Bretagne, dans le département des Côtes-d'Armor, et un affluent droit du Trieux.

## Géographie
De 11,4 km de longueur, cette rivière coule en Bretagne, dans les Côtes-d'Armor. C'est un affluent du Trieux, qu'il rejoint à la limite des communes de Pommerit-le-Vicomte, Pabu et Trégonneau. 